# La matriarca
La matriarca é um filme italiano de 1968, do gênero comédia, dirigido por Pasquale Festa Campanile.

## Sinopse
Uma bela viúva descobre que seu marido tinha um apartamento secreto onde ele a traía em vida. Ele, então, decide usar o mesmo apartamento para explorar sua própria sexualidade.

## Elenco
- Catherine Spaak..... Margherita (Mimi)
- Jean-Louis Trintignant.... Dr. Carlo De Marchi
- Gigi Proietti.... Sandro Maldini
- Luigi Pistilli.... Otto Frank (Mr. X)
- Renzo Montagnani.... Fabrizio
- Fabienne Dali.... Claudia
- Nora Ricci.... mãe de Mimi
- Edda Ferronao.... Maria
- Vittorio Caprioli
- Gabriele Tinti.... homem no carro
- Venantino Venantini.... Aurelio
- Frank Wolff.... Dr. Giulio, o dentista
- Paolo Stoppa.... Professor Zauri
- Philippe Leroy.... instrutor de tênis